# Cmentarz żydowski w Bolesławcu (województwo łódzkie)
Cmentarz żydowski w Bolesławcu – zajmuje powierzchnię 0,58 ha, na której zachowało się tylko kilkanaście nagrobków. Teren kirkutu jest mocno zdewastowany. Przyczyniła się do tego m.in. miejscowa Spółdzielnia Gminna. Na powierzchni 0,6 hektara zachowało się około 10 powalonych nagrobków. Najstarszy z nich pochodzi z 1883 r. Cmentarz nie posiada ogrodzenia.